# مانتاس کنیستاتاس
مانتاس کنیستاتاس (به انگلیسی: Mantas Knystautas،  زادهٔ ۲۰ مهٔ ۱۹۹۴) یک کشتی‌گیر فرنگی‌کار اهل لیتوانی است. 
از افتخارات وی می‌توان به کسب مدال برنز قهرمانی کشتی جهان ۲۰۲۲ اشاره کرد. وی سابقه حضور در المپیک ۲۰۲۰ توکیو و المپیک ۲۰۲۴ پاریس را دارد.

## فعالیت حرفه‌ای

### قهرمانی کشتی جهان ۲۰۲۲
کنیستاتاس در وزن ۱۳۰ کیلوگرم کشتی فرنگی‌ قهرمانی کشتی جهان ۲۰۲۲ بلگراد شرکت کرد، او در مسابقه های اول و دوم داریوز ویتک از مجارستان و اسکار مارویک از نروژ را شکست داد اما در نیمه نهایی به امین میرزازاده از ایران باخت و به دیدار رده‌بندی رفت. وی در دیدار رده‌بندی یاکوبی گاجایا از گرجستان را شکست داد و مدال برنز را بدست آورد.